# Mistelskinnbagge
Mistelskinnbagge, Pinalitus viscicola är en skinnbaggeart som först beskrevs av Auguste Puton 1888.  Mistelskinnbagge ingår i släktet Pinalitus, och familjen ängsskinnbaggar, Miridae. Arten är reproducerande och har en livskraftig, (LC) population i Sverige. Inga underarter finns listade i Catalogue of Life.